# Itín
Itín är en ort i Argentina.   Den ligger i provinsen Chaco, i den norra delen av landet, 800 km norr om huvudstaden Buenos Aires. Itín ligger 87 meter över havet och antalet invånare är 441.
Terrängen runt Itín är mycket platt. Närmaste större samhälle är Hermoso Campo, 13,8 km söder om Itín.
Trakten runt Itín består till största delen av jordbruksmark. Runt Itín är det mycket glesbefolkat, med 6 invånare per kvadratkilometer.